# Stachytarpheta urticifolia
Stachytarpheta urticifolia là một loài thực vật có hoa trong họ Cỏ roi ngựa. Loài này được (Salisb.) Sims miêu tả khoa học đầu tiên năm 1816.